# إيرين وليامز كويت
إيرين وليامز كويت (بالإنجليزية: Irene Williams Coit)‏ هي كاتِبة أمريكية، ولدت في 24 سبتمبر 1872، وتوفيت في 2 أغسطس 1945.